# Villa del Sol
Villa del Sol è un census-designated place degli Stati Uniti d'America, situato nella contea di Cameron dello Stato del Texas. Fa parte dell'area metropolitana di Brownsville–Harlingen.

## Geografia fisica
Villa del Sol è situata a 26°11′29″N 97°34′36″W (26.191502, -97.576620).
Secondo lo United States Census Bureau, ha un'area totale di 0,2 miglia quadrate (0,52 km²).

## Società

### Evoluzione demografica
Secondo il censimento del 2000, c'erano 132 persone, 35 nuclei familiari, e 31 famiglie residenti nella città. La densità di popolazione era di 715,4 persone per miglio quadrato (283,1/km²). C'erano 41 unità abitative a una densità media di 222,2 per miglio quadrato (87,9/km²). La composizione etnica della città era formata dal 31,82% di bianchi, il 2,27% di asiatici, il 64,39% di altre razze, e l'1.52% di due o più etnie. Ispanici o latinos di qualunque razza erano il 91,67% della popolazione.
C'erano 35 nuclei familiari di cui il 60,0% avevano figli di età inferiore ai 18 anni, il 60,0% erano coppie sposate conviventi, il 17,1% aveva un capofamiglia femmina senza marito, e l'11,4% erano non-famiglie. Il 8,6% di tutti i nuclei familiari erano individuali e il 5,7% aveva componenti con un'età di 65 anni o più che vivevano da soli. Il numero di componenti medio di un nucleo familiare era di 3,77 e quello di una famiglia era di 4,06.
La popolazione era composta dal 48,5% di persone sotto i 18 anni, il 4,5% di persone dai 18 ai 24 anni, il 25,8% di persone dai 25 ai 44 anni, il 17,4% di persone dai 45 ai 64 anni, e il 3,8% di persone di 65 anni o più. L'età media era di 22 anni. Per ogni 100 femmine c'erano 109,5 maschi. Per ogni 100 femmine dai 18 anni in giù, c'erano 88,9 maschi.
Il reddito medio di un nucleo familiare era di 20.809 dollari, e quello di una famiglia era di 21.250 dollari. I maschi avevano un reddito medio pro capite di 22.188 dollari contro i 0 dollari delle femmine. Il reddito medio pro capite era di 7.442 dollari. C'erano il 12,5% delle famiglie e il 16,8% della popolazione che vivevano sotto la soglia di povertà, incluso il 18,2% di persone sotto i 18 anni e il 100,0% di persone sopra i 64 anni.